# 왕용범
왕용범(1974년 8월 14일 ~)은 대한민국의 뮤지컬 연출가이다.

## 학력
- 서울예술전문대학 연극과 전문학사 (졸업)

## 생애
1991년 뮤지컬 배우로 첫 데뷔하였는데 고등학교 시절 교회에서 공연한 뮤지컬 《가스펠》에서 주인공을 맡은 것이 뮤지컬에 눈을 뜬 계기였다. 서울예술전문대학 연극과를 졸업했고, 학창 시절에는 배우로서 연기를 하기보다는 무대, 조명, 음향 등을 주로 담당했다. 2005년 《밑바닥에서》로 서울외신기자클럽이 주최하는 외신홍보상을 수상했고, 2007년 초연한 뮤지컬 《햄릿》으로 제15회 한국최고인기연예대상 뮤지컬 부문 최우수작품상을 수상했다.
그는 뮤지컬 배우 서지영의 남편이자 前 KBS 아나운서 왕종근의 조카이다. 현재 서울종합예술전문학교 뮤지컬예술학부 학부장을 맡고 있다.

## 작품
- 서푼짜리 오페라(1998)
- 스트라이더(1999)
- 서푼짜리 오페라(2000; 일본 요코하마시 초청 공연)
- 밑바닥에서(2005)
- 도로시(2006)
- 컨페션(2006)
- 시스터 소울(2007)
- 컨페션(2007)
- 햄릿(2007)
- 도덕적 도둑(2008) - 연극
- 햄릿(2008)
- 살인마 잭(2009)
- 삼총사(2009)
- 잭 더 리퍼(2010)
- 삼총사(2010)
- 락 오브 에이지(2010)
- 잭 더 리퍼(2011)
- 삼총사(2011)
- 캐치 미 이프 유 캔(2012)
- 잭 더 리퍼(2012)
- 프랑켄슈타인 (2014)
- 올슉업 (2014~2015)
- 로빈훗 (2015)
- 프랑켄슈타인 (2015~2016)
- 올슉업 (2016)
- 잭더리퍼 (2016)
- 밑바닥에서 (2017)
- 벤허 (2017)
- 삼총사 (2018)
- 프랑켄슈타인 (2018)
- 벤허 (2019)
- 영웅본색 (2019)
- 베토벤(2023)